# Microiulus blaniuloides
Microiulus blaniuloides är en mångfotingart som först beskrevs av Karl Wilhelm Verhoeff 1893.  Microiulus blaniuloides ingår i släktet Microiulus och familjen kejsardubbelfotingar. Inga underarter finns listade i Catalogue of Life.